# Jamal Blackman
Jamal Blackman (Londen, 27 oktober 1993) is een Engels voetballer die als doelman speelt. Sinds het aflopen van zijn contract bij Huddersfield Town in 2022, is hij transfervrij.

## Clubcarrière
Blackman sloot zich in 2005 aan in de jeugdacademie van Chelsea. In juni 2014 zette hij zijn handtekening onder een nieuw vijfjarig contract. Op 1 september 2014 werd hij voor vier maanden uitgeleend aan Middlesbrough, dat in de Championship actief is. Op 23 september 2014 debuteerde hij in de League Cup tegen Liverpool. Na 120 minuten stond het 2-2. Liverpool trok na strafschoppen aan het langste eind. Chelsea verhuurde Blackman respectievelijk aan Middlesbrough, Östersunds FK, Wycombe Wanderers en Leeds United. Begin september 2019 werd Blackman verhuurd aan Vitesse voor revalidatie na een beenbreuk. Eind 2019 raakte hij weer fit en ging in januari 2020 op trainingskamp met Vitesse. Hierna werd hij teruggehaald door Chelsea en voor de rest van het seizoen verhuurd aan Bristol Rovers FC dat uitkomt in de League One. In het seizoen 2020/21 speelde hij op huurbasis voor Rotherham United in de Championship, waarna hij in 2021 transfervrij overstapte naar het Amerikaans Los Angeles FC. In het seizoen 2021/2022 was hij speler van Huddersfield Town. 